# Облещук Василь Корнелійович
Облещук Василь Корнелійович (14 квітня 1958, с. Бересток, нині Україна — 30 квітня 2021, м. Тернопіль, Україна) — український міліціянт (полковник), правник, громадський діяч. Начальник управління МВСУ в Тернопільській области (2014).

## Життєпис
Василь Облещук народився 14 квітня 1958 року у селі Бересток Заліщицького району Тернопільської области, нині Заліщицька громада, Чортківський район, Тернопільська область, Україна.
Закінчив Львівський державний університет та Українську академію внутрішніх справ (юрист). Працював в органах внутрішніх справ (від 1980): від дільничного інспектора до начальника відділу дільничних інспекторів міліції обласного управління внутрішніх справ, керівник управління громадської безпеки, начальником управління МВСУ в Тернопільській области (2014), юристом в Тернопільському обласному центрі громадського здоров’я
Засновник і директор юридичної фірми.
Помер 30 квітня 2021 року у місті Тернополі від коронавірусної хвороби 2019 (COVID-19).

### Громадсько-політична діяльність
Був головою фракції «Батьківщина» у Великоберезовицькій громаді, головою комісії ТГ з регламенту, етики, законності і корупції.